# شهرستان لیک وودز (مینه‌سوتا)
شهرستان لیک وودز، مینه‌سوتا (به انگلیسی: Lake of the Woods County, Minnesota) شهرستانی در ایالات متحده آمریکا است که در مینه‌سوتا واقع شده‌است.